# Adriana Alves
Adriana Alves (née le 13 septembre 1995) est une sprinteuse angolaise. Elle a participé au 100 mètres aux Championnats du monde 2015 à Beijing sans se qualifier dès le premier tour.

## Compétitions internationales
| Pour Angola | Pour Angola           | Pour Angola | Pour Angola | Pour Angola | Pour Angola |
| ----------- | --------------------- | ----------- | ----------- | ----------- | ----------- |
| 2015        | Championnats du monde | Pékin       | 46e         | 100 m       | 12 s 19     |

## Meilleurs résultats
Extérieur
- 100 mètres - 12 s 19 (-1.6   m / s, Pékin 2015)
- 200 mètres - 25 s 14 (+1,5   m / s, Leiria 2015)

Intérieur
- 60 mètres - 7.56 (Lisbonne 2016)
- 200 mètres - 25.45 (Pombal 2016)